# Лабунино
Лабу́нино — деревня в Михайловском сельском округе Волжского сельского поселения Рыбинского района Ярославской области .
Небольшая деревня расположена на левом берегу реки Черёмуха примерно в 500 м ниже по течению, к северу от села Сретенье, на небольшом расстоянии к северу от Лабунино находится также небольшая деревня Коломинское. От Сретенья по левому берегу через эти деревни идёт просёлочная дорога вплоть до Красной Горки. На противоположном берегу Черёмухи напротив Лабунино стоит деревня Сидоровское. На этом участке вдоль левого берега Черёмухи расположены небольшие сельскохозяйственные угодья, далее от реки в западном направлении начинается лес шириной около 6 км, за которым начинаются поля и деревни Покровского сельского поселения. Значительную часть этого леса занимают болота Горелое (северо-западнее деревни) и Парашкино (юго-западнее) .
Деревня Лабунина указана на плане Генерального межевания Рыбинского уезда 1792 года,
На 1 января 2007 года в деревне числилось 3 постоянных жителя . Почтовое отделение, расположенное в селе Сретенье, обслуживают в деревне 8 домов .